# Gewöhnliche Berberitze

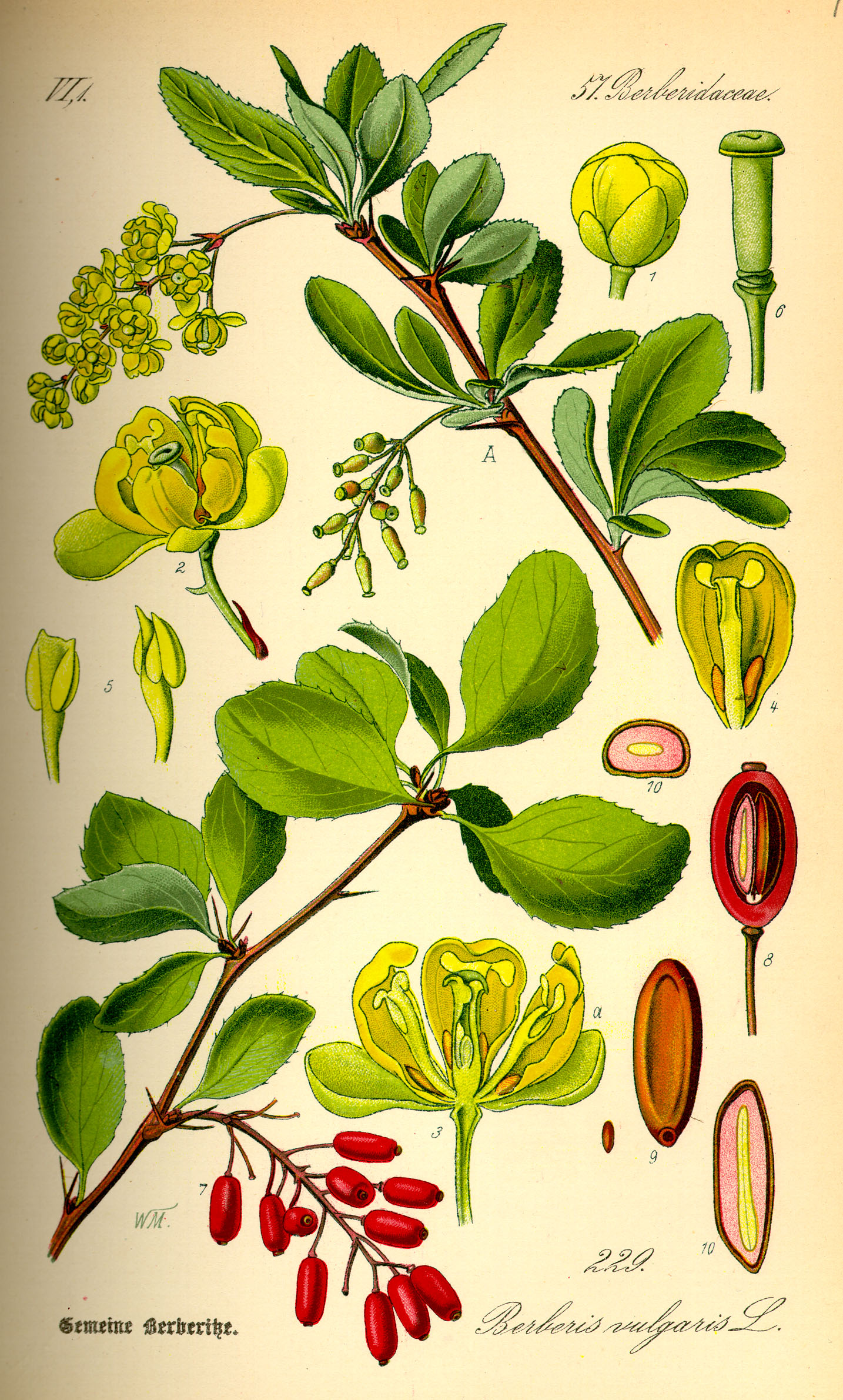
Illustration

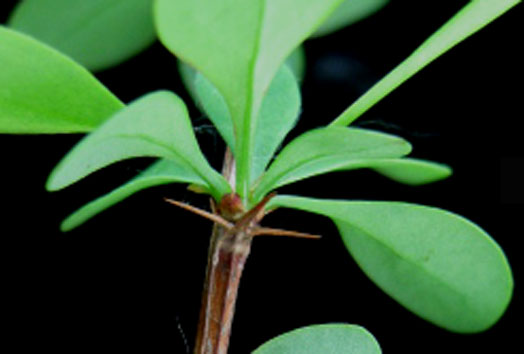
Zweig mit Blättern und Dornen

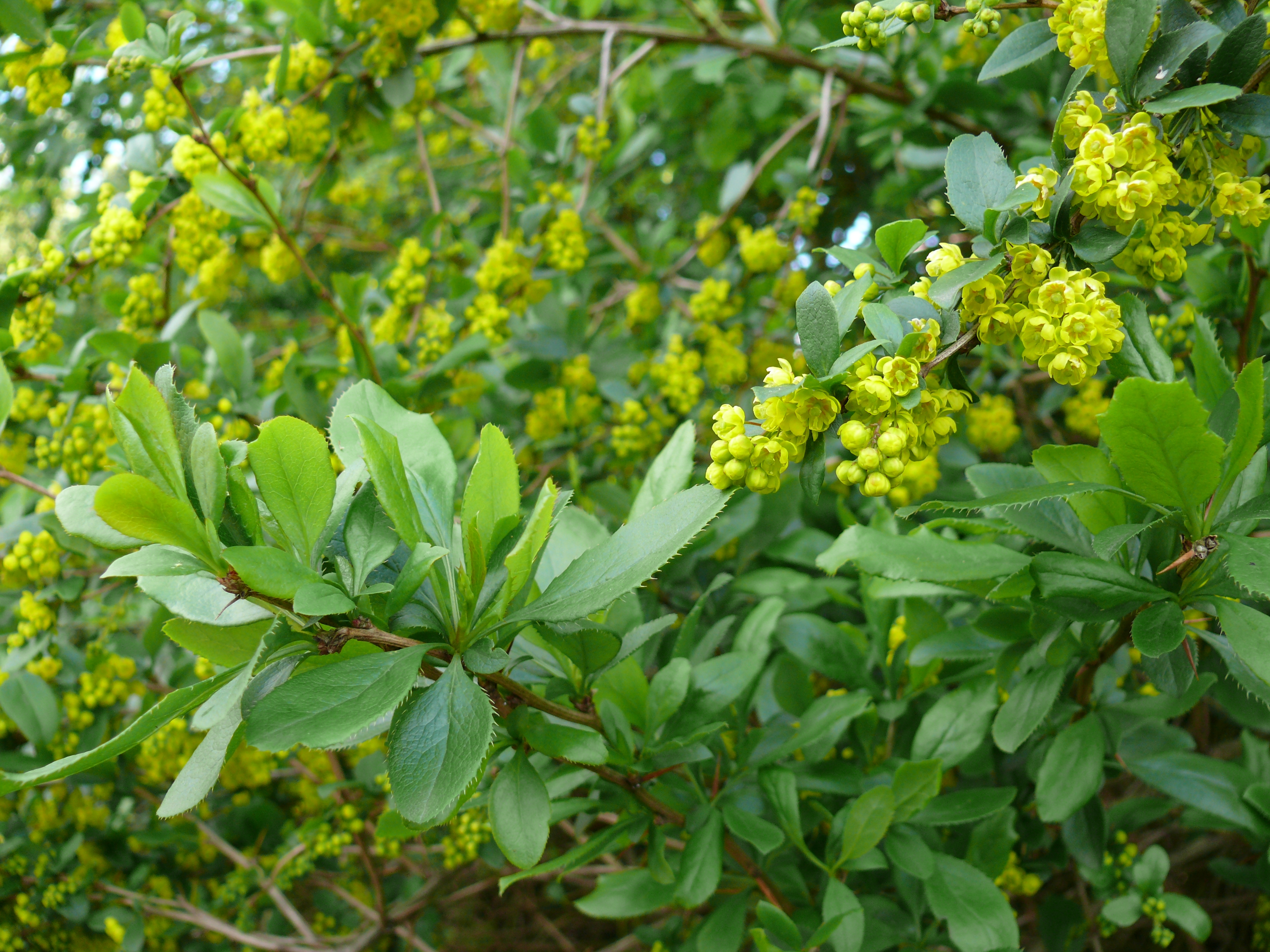
Blütenstand

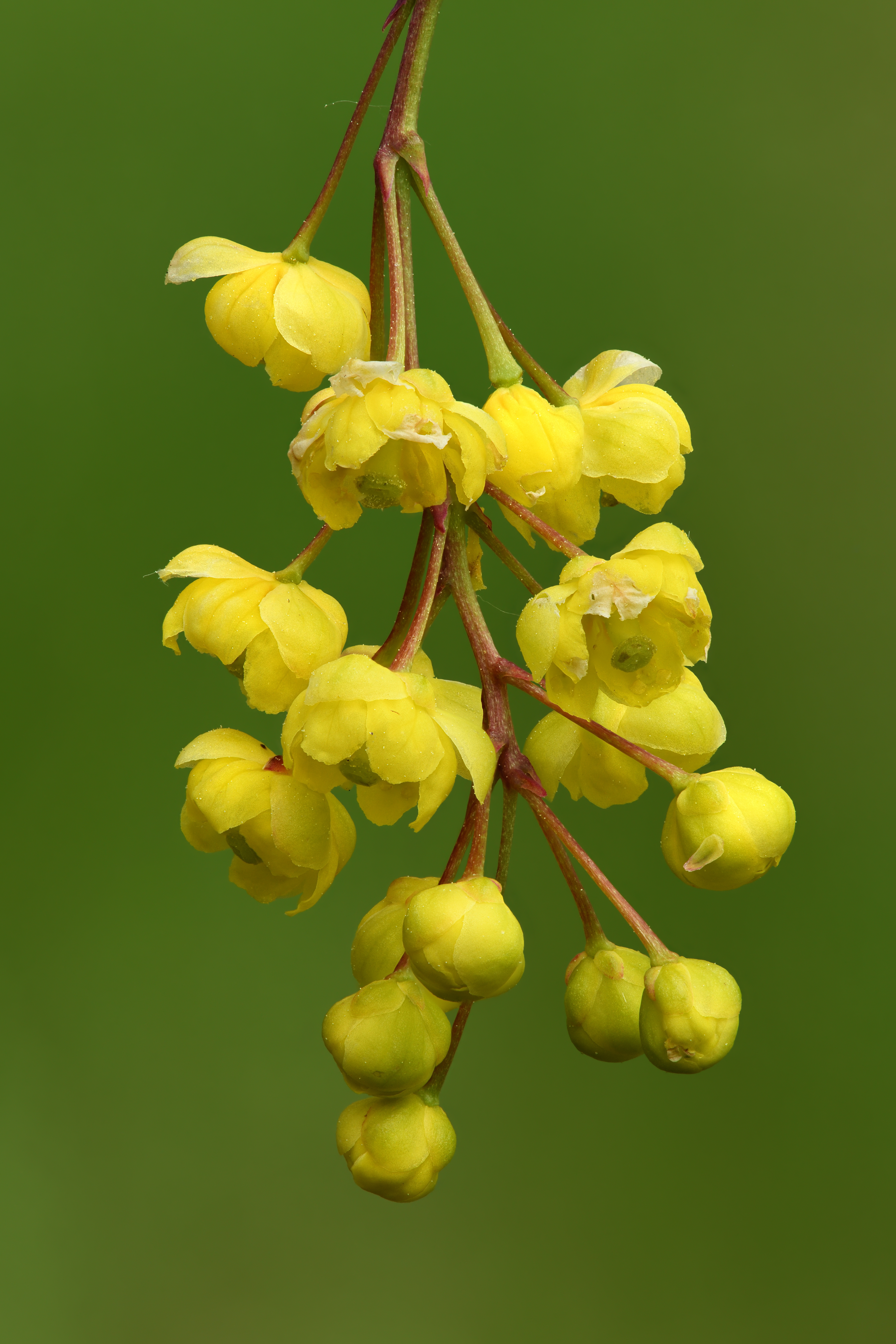
Blütenstand

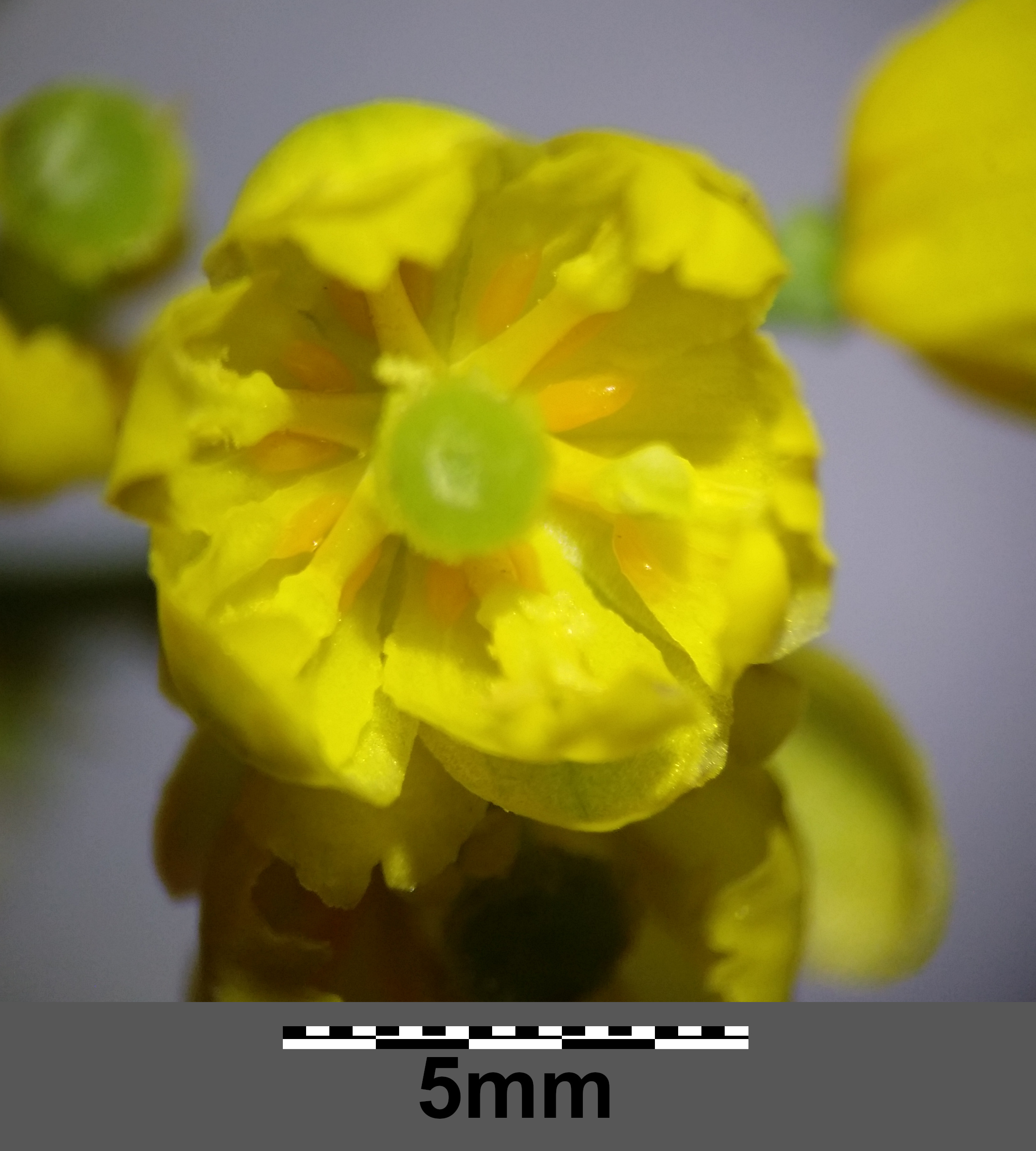
Blüte

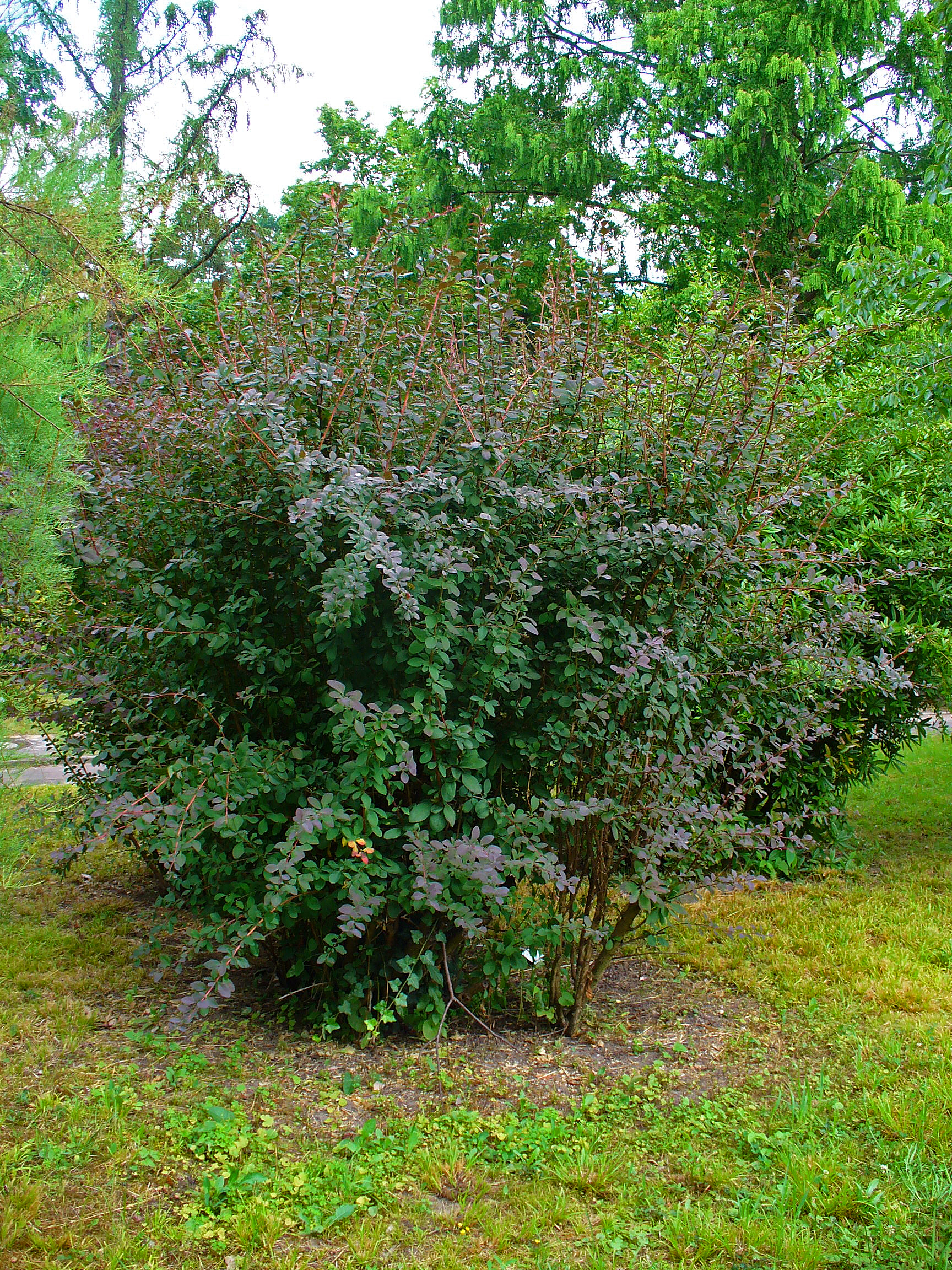
Berberitzenstrauch

Die Gewöhnliche Berberitze (Berberis vulgaris), auch Sauerdorn, Essigbeere oder Echte Berberitze genannt, ist ein Strauch aus der Familie der Berberitzengewächse (Berberidaceae). Die Gewöhnliche Berberitze ist in Europa und Asien verbreitet. Der deutsche Name stammt wie der Gattungsname von gleichbedeutend berberis bzw. mittellateinisch berbaris, aus arabisch barbarīs. Die kurz auch Berberitze genannte Art ist der in Europa bekannteste Vertreter der Gattung der Berberitzen (Berberis).

## Beschreibung
Die Berberitze ist ein sommergrüner, mit Blattdornen bewehrter Strauch, der Wuchshöhen von 1 bis 3 Metern erreicht. Die Zweige weisen ein- bis siebenteilige Dornen (umgewandelte Blätter der Langtriebe) auf, aus deren Achseln Laubblätter an Kurztrieben entspringen. An der Sprossbasis werden drei- und mehrteilige, an der Sprossspitze nur einteilige Dornblätter ausgebildet. An Schösslingen lässt sich anhand von Übergangsblättern die Entstehung der Dornblätter aus normalen Laubblättern verfolgen. Die Rinde ist äußerlich gelbbraun bis grau, innerlich leuchtend gelb. Die wechselständig bis büschelig angeordneten, einfachen, kurz gestielten, stachelig gesägten und abgerundeten bis spitzen sowie stachelspitzigen, kahlen Laubblätter sind kurz gestielt und verkehrt-eiförmig bis elliptisch. Die Blätter sind bis 7 Zentimeter lang. Die Basis ist keilförmig bis herablaufend, die Oberseite ist teils „bereift“.
Die zwittrigen und duftenden Blüten sind gelbe, halbkugelig-glockige, nektarführende Scheibenblumen. Sie finden sich in bis zu dreißigblütigen und hängenden, traubigen Blütenständen, die sich endständig an Kurztrieben befinden. Die Blüten besitzen jeweils bootförmige, sechs grünlich-gelbe Kelchblätter in zwei Kreisen, drei äußere kleinere und drei größere innere, sowie sechs, etwas kleinere, gelbe Kronblätter mit kleinen, basalen, orangen Nektardrüsen, wobei die Endblüte im Blütenstand fünfzählig ist. Vor den Petalen stehen sechs kurze, freie Staubblätter mit klappig aufspringenden Staubbeuteln. Die Staubfäden sind im unteren Teil der Innenseite druckempfindlich (Seismonastie). Es liegt ein Turgormechanismus mit einer Alles-oder-Nichts-Reaktion vor: Ab einem bestimmten Druck erfolgt in 1⁄10 Sekunde eine schlagartige (reversible) Bewegung der Staubblätter zum Griffel hin. Dadurch wird der klebrige Pollen auf die bestäubenden Insekten gedrückt. Vor dem Abblühen erfolgt auch spontane Selbstbestäubung. Der intensive spermatische Geruch der Blüten wird von manchen als unangenehm empfunden. Der einkammerige, längliche Fruchtknoten mit (fast) sitzender und scheibenförmiger Narbe ist oberständig.
Die Blütezeit reicht von Mai bis Juni.
Die Früchte sind scharlachrote, bis zu 1 Zentimeter lange, glatte und glänzende, eiförmige bis ellipsoide Beeren mit Narbenresten an der Spitze. Diese sind genießbar, aber durch den Gehalt an 6 % Äpfelsäure und anderen Fruchtsäuren sehr sauer. Die ab August roten Früchte sind z. T. Wintersteher, es findet Verdauungsverbreitung der Samen durch Vögel statt. In den Früchten werden ein oder zwei, schmal-eiförmige, bräunliche und glatte Samen ausgebildet, selten befinden sich mehr als zwei Samen in einer Frucht.
Die Chromosomenzahl der Art ist 2n = 28.

## Ökologie
Die Blüten sind homogam, das heißt Staubblätter und Narben reifen gleichzeitig heran. Die Nektar sammelnden Insekten – Fliegen, Hautflügler und Käfer – besuchen die waagrecht bis schräg abwärts gerichteten und dadurch vom Regen geschützten Blüten. Im ungereizten Zustand sind die Staubblätter von den konkaven Kronblättern völlig umhüllt. Saugt nun ein Insekt am Grunde der Blüte den Nektar auf, wird das Staubblatt gereizt und schlägt mit der geöffneten Anthere auf den Kopf des Tieres. In der Regel verlässt das Insekt hierauf die Blüte und besucht eine andere, dort bleibt der Pollen am klebrigen Rand der als Scheibe auf dem Fruchtknoten sitzenden Narbe hängen und bewirkt die Fremdbestäubung. Bei ausbleibendem Insektenbesuch berühren beim Verwelken der Blüte die Antheren von allein die Narben, dadurch kommt es zur Selbstbestäubung.
Die Gewöhnliche Berberitze ist der Zwischenwirt des  Getreiderostes. Er verursacht im Sommer die rostroten Pusteln auf der Unterseite der Blätter.
Die Früchte werden von Vögeln gefressen, die Samen später wieder ausgeschieden und so ausgebreitet.
Die Dornen dienen der Vermeidung von Tierverbiss. Die Berberitze zählt zu den SO2-empfindlichen Straucharten.
Einer Studie zufolge ist Berberis vulgaris in der Lage, bei einem Insektenbefall durch die Sauerdorn-Bohrfliege (Rhagoletis meigenii) befallenen Samen abzutöten. Dabei unterscheidet die Pflanze sogar zwischen Früchten mit einem oder zwei Samen. Nur bei befallenen Früchten mit zwei Samen wird vorbeugend einer abgetötet, um die Larve der Bohrfliege an der Entwicklung und dem unweigerlichen Auffressen beider Samen zu hindern. Ist nur ein Samen in der befallenen Frucht angelegt, unterbleibt das Abtöten des Samens, um die Chance zur Fortpflanzung zu nutzen, falls die Larve aus anderen Gründen absterben sollte.

## Giftigkeit
Mit Ausnahme der Beeren ist die ganze Pflanze giftig, besonders die Wurzel; der Alkaloidgehalt von zirka 15 % ist in der Wurzelrinde am größten.
Die giftigen Hauptwirkstoffe sind etwa 1–3 % Berberin, weiterhin Jatrorhizin, Palmatin, Columbamin, Isotetrandin, Magnoflorin und Berbamin.
Vergiftungserscheinungen sind: Übelkeit, Erbrechen, Durchfall, Nierenreizung, Nephritis. Nach Literaturangaben waren vorwiegend Ein- bis Fünfjährige in den Monaten Mai bis Januar betroffen, nur bei 10 % der Kinder traten Symptome im Magen- und Darmbereich auf.

## Vorkommen
Die Berberitze kommt in West-, Mittel- und Südeuropa natürlich vor, nicht aber auf den britischen Inseln und Skandinavien. Nach Osten reicht die Verbreitung bis zum Kaukasus. In den Alpen steigt die Berberitze bis in 2500 Meter Seehöhe. In den Allgäuer Alpen kommt sie nur bis zu 1900 m Meereshöhe im Tiroler Teil am Südfuß der Roten Flüh vor. Im Oberengadin erreicht sie sogar 2660 Meter Meereshöhe.
Diese Art bevorzugt kalkhaltige, trockene bis mäßig feuchte Standorte sowohl im Licht als auch im Halbschatten. Sie bevorzugt Waldränder, Gebüsche, lichte Auen.
Nach Ellenberg ist sie eine Halblichtpflanze, subozeanisch verbreitet, auf stickstoffarmen Standorten wachsend und eine Verbandscharakterart wärmeliebender Berberitzengebüsche (Berberidion vulgaris).
Die ökologischen Zeigerwerte nach Landolt et al. 2010 sind in der Schweiz: Feuchtezahl F = 2 (mäßig trocken), Lichtzahl L = 3 (halbschattig), Reaktionszahl R = 4 (neutral bis basisch), Temperaturzahl T = 3 (montan), Nährstoffzahl N = 2 (nährstoffarm), Kontinentalitätszahl K = 4 (subkontinental).

## Allgemeine Verbreitung
Die Gewöhnliche Berberitze ist eine südeuropäisch-westasiatische Pflanze. Die Nordgrenze ihres Areals liegt bei Schottland, Norwegen (Trondheim), Südschweden und dem Baltikum; die Ostgrenze liegt im unteren Wolga-Gebiet, im Kaukasus und im Nordiran; die Südgrenze in Südspanien, Mittelitalien, Nordgriechenland und in Kleinasien.

## Krankheiten
Die Berberitze ist Zwischenwirt des Getreideschwarzrosts (Puccinia graminis) und wurde deshalb in Europa stellenweise nahezu ausgerottet. Infizierte Berberitzenblätter weisen auf der Unterseite orangegelbe bis rostbraune Pusteln auf, aus denen Sporen des Getreideschwarzrostpilzes vom Wind verbreitet werden.
Als man im 18. Jahrhundert begann, den Zusammenhang zwischen der Berberitze und dem Schwarzrost zu erkennen, brach in Frankreich ein heftiger Streit zwischen Bauern und Konfitüre-Kochern aus, die die Bauern des Aberglaubens bezichtigten. Wissenschaftlich bestätigt wurde die Funktion der Berberitze als Zwischenwirt durch den Botaniker und Mykologen Heinrich Anton de Bary im Jahr 1866. Neben dem Getreideschwarzrost besiedeln aber noch andere Rostpilze die Berberitze: Puccinia arrhenatheri (bildet Hexenbesen aus und es findet ein Wirtswechsel mit Glatthafer statt), Puccinia brachypodii (Wirtswechsel mit Zwenken), Puccinia pygmaea (Wirtswechsel mit Reitgräsern, selten auch Straußgräsern) und Puccinia poae-nemoralis (Wirtswechsel mit Rispengräsern und anderen Süßgräsern). Zudem kommen die Echten Mehltaupilze Phyllactinia berberidis und Erysiphe berberidis auf den Blättern vor.

## Verwendung

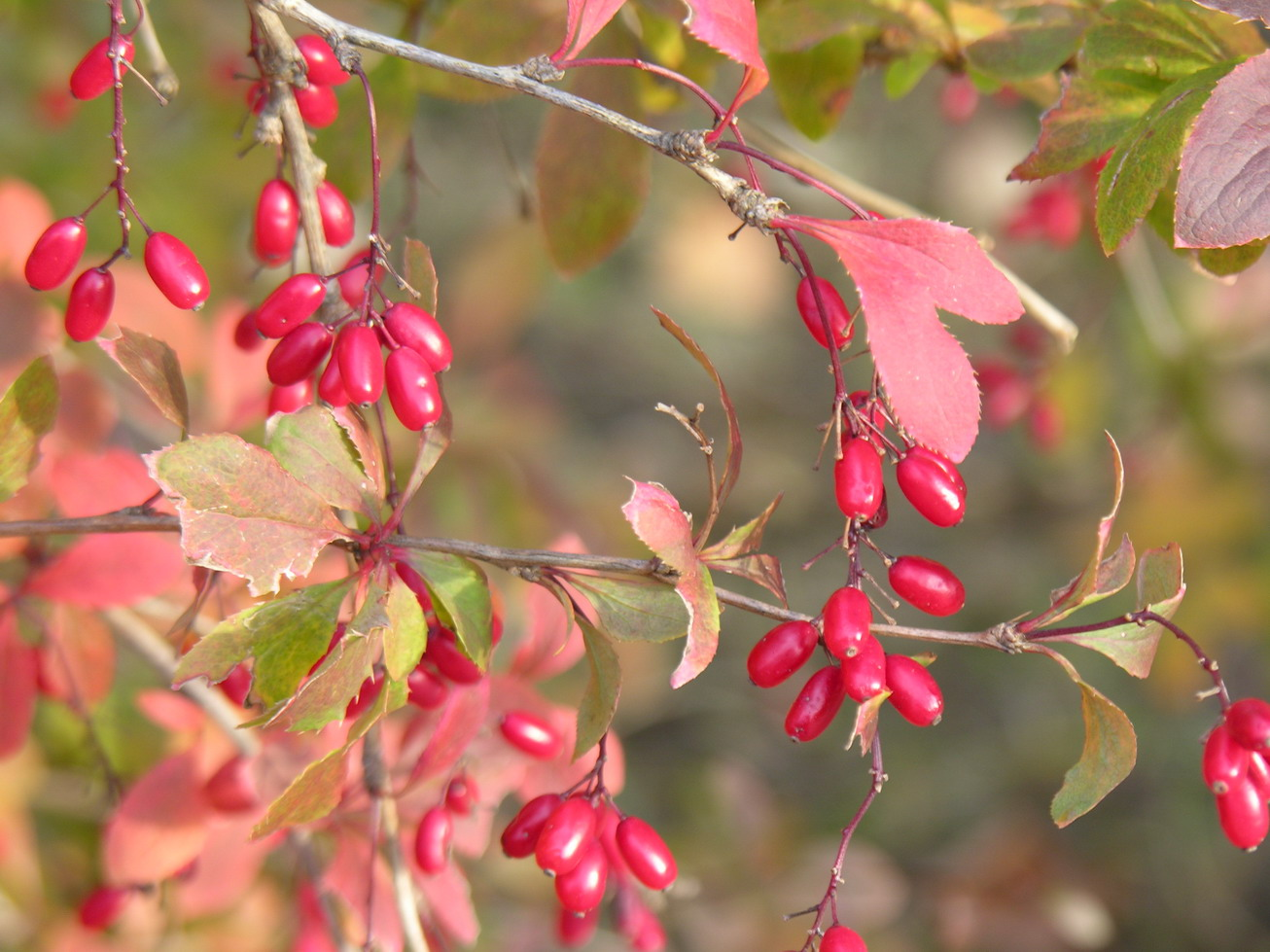
Früchte der Berberitze

Die roten Früchte der Berberitze sind weitgehend frei von Berberin und Berbamin und daher essbar. Sie waren früher laut dem Circa instans offizinell, sind sehr vitaminreich und schmecken säuerlich. Traditionell werden sie in Europa zur Konfitürenbereitung genutzt. Getrocknet werden sie wie Rosinen z. B. in Müsli gegessen. Die Beeren der Berberitze werden in orientalischen Ländern, vor allem in Iran, zum Kochen verwendet. Dort werden sie vor allem zum süß-sauren Würzen von Reis (z. B. Sereschk Polo – „Berberitzenreis“), aber auch von Fisch und Braten verwendet. Allein in der Region Chorasan, dem Zentrum des Anbaugebietes im Nordosten des Iran, werden pro Jahr etwa 4500 Tonnen Früchte geerntet. Die kernlose Sorte „Asperma“ wird in dieser Provinz seit etwa 200 Jahren kultiviert. Es sind aber vermutlich alte Gewöhnliche Berberitzen, deren Früchte – wie Clusius beobachtet hatte – mit zunehmendem Alter kernlos werden.
Im Kaukasus werden die Beeren fermentiert.
Rinde und Wurzel wurden früher zum Gelbfärben von Textilien, Leder und Holz benutzt. Das harte Holz wird für Einlege- und Drechselarbeiten verwendet. In der Volksheilkunde wird die Berberitzenwurzel unter anderem bei Leberfunktionsstörungen, Gallenleiden, Gelbsucht und Verdauungsstörungen angewandt.  Das Isochinolinalkaloid Berberin, das nach Berberis vulgaris benannt wurde, ist für die gelbliche Färbung der Berberitzenwurzel (Radix Berberidis) wie auch für einige der Hauptwirkungen der Droge verantwortlich. Berberin stellt einen aussichtsreichen Stoff für die Arzneimittelforschung dar, etwa durch seine beobachtete lipid- und blutzuckersenkende Wirkung. In einer Beigabe von bis zu 20 % Berberitzenwurzelrinde zu Leber- oder Gallen-Tees wirkt Berberitzenwurzelrinde akuten Bauchspeicheldrüsenentzündungen entgegen.
Die Berberitze ist auch als Zierpflanze verbreitet.
Mit der Gewöhnlichen Mahonie (Mahonia aquifolium) bildet die Gewöhnliche Berberitze die Gattungshybride × Mahoberberis neubertii.

## Geschichte

### Antike und Mittelalter
Die Botanikerärzte des 15. und 16. Jahrhunderts suchten die Berberitze in den Werken der Alten. Sie deuteten die Berberitze meist als „oxyakantha“ – „pyracantha“ – „appendix“ der griechisch-römischen Schriftsteller und Ärzte Dioskurides, Plinius und Galen sowie als „amiberis“ – „berberis“ der arabischen Ärzte.
Demnach sollten die Früchte Durchfall und Bauchgrimmen sowie den Fluss der Frauen stillen. Sie sollten den Magen beruhigen und Durst stillen. Äußerlich als Umschlag angewendet sollten sie Splitter und Dornen ausziehen und heiße Geschwüre heilen. Dioskurides erwähnte auch den Aberglauben, dass die Wurzel – dreimal über den Bauch einer Schwangeren geschlagen oder gerieben – Frühgeburt bewirken sollte. Avicenna beurteilte die Früchte gemäß der Säftelehre als „kalt und trocken im Ende des dritten Grades“.
In den Hildegard von Bingen zugeschriebenen Physica-Manuskripten des 14. bis 15. Jh. wurde die Berberitze „meltzboum“ und „gelbaum“ genannt. „Gel(b)baum“ wurde sie genannt, weil ihre Rinde zum Gelbfärben verwendet wurde. Hildegard urteilte, dass die Früchte wegen ihrer Kälte und wegen ihrer gegen die Natur des Menschen gerichteten Eigenschaften nicht als Heilmitteln einzunehmen seien. Jedoch sei eine aus den aufbrechenden Knospen bereitete Salbe und das Pulver der Knospen zur Behandlung von Hauterkrankungen („scrofeln“) geeignet.
Gundolf Keil hebt in Bezug auf den 1392 in Straßburg bezeugten Klerikerarzt Johann von Sachsen hervor, dass dieser bei der Bekämpfung einer Fieberepidemie in einem oberrheinischen Heereslager einheimische Drogen (Berberitze, Holzapfel, Buttermilch) in seinen Arzneischatz einbezog. In Elsässer und Nürnberger Handschriften des 15. Jahrhunderts wurden aus den Früchten der Berberitze hergestellte Destillate gegen hitzige Blähungen mit Appetitlosigkeit empfohlen. Hieronymus Brunschwig übernahm diese Angaben aus Elsässer Handschriften in sein Kleines Destillierbuch  vom Jahre 1500.
Die Mainzer Kräuterbuch-Inkunabeln Herbarius Moguntinus (1484), Gart der Gesundheit (1485) und Hortus sanitatis (1491) bezogen ihre Angaben zur Berberitze aus dem arabischen Pseudo-Serapion des 13. Jahrhunderts. Im Gart der Gesundheit bildete Erhard Reuwich 1485 einen Zweig der Berberitze naturgetreu ab.

### Neuzeit
Auch die Kräuterbuchautoren des 16. Jahrhunderts beriefen sich bei ihren Angaben zur Berberitze auf die Autoren der Antike und des Mittelalters. Hieronymus Bock gab darüber hinaus 1546 eine ausführliche Beschreibung der Pflanze und er machte detaillierte Angaben zur besten Methode, sie durch Stecklinge zu vermehren.
Im amtlichen Arzneibuch „Preußische Pharmacopoe“ waren die Beeren („Baccae Berberidis“) und ein aus den Beeren bereiteter Syrup („Syrupus Berberum“) von der ersten Ausgabe 1799 bis zur fünften Ausgabe 1829 aufgeführt. In der sechsten Ausgabe 1848 wurden sie nicht mehr erwähnt. 1830 isolierten Johann Andreas Buchner und Johann Eduard Herberger aus der Wurzelrinde der Gewöhnlichen Berberitze das Alkaloid Berberin.
Im März 1989 veröffentlichte die Kommission E des BGA eine Negativ-Bewertung für Berberitzenfrüchte, Berberitzenrinde, Berberitzenwurzelrinde und Berberitzenwurzel.

### Kernlose Sorten
Clusius beschrieb eine kernlose Sorte, die er in Aschaffenburg am Main gesehen hatte: „Istius porrò Berberis genus, Aschafenburgi ad Moenum quinis supra Francofurtu miliaribus, inveniri, cujus baccae sive acini granis interioribus careant, ad condiédum proculdubio aptissimi, non modò intelligebam, sed magnu in ejus fruticem in culto horto Ioannis Müller diligentissimi Pharmacopaei & civis Francofurtésis conspiciebam.“ – „Ich habe nicht nur erfahren, dass diese Berberis-Art in Aschaffenburg am Main fünf Meilen oberhalb von Frankfurt gefunden wurde, deren Beeren innen keine Kerne haben – sie sind zweifellos zum Würzen sehr geeignet –, sondern ich habe auch die große Frucht von ihm im gepflegten Garten des äußerst gewissenhaften Apothekers und Frankfurter Bürgers Johann Müller gesehen.“ Auch Johann Georg Krünitz (1728–1796) beschrieb kernlose Sauerdornfrüchte, die bei älteren Sträuchern vorkommen sollen. Auch meinte er, man bekomme nach Verjüngen des Strauches wieder Früchte mit Kernen. Sorten mit weißen Früchten beschrieb Krünitz als „Berberis fructu albo“, heute als Sorte Alba bekannt.

### Historische Abbildungen

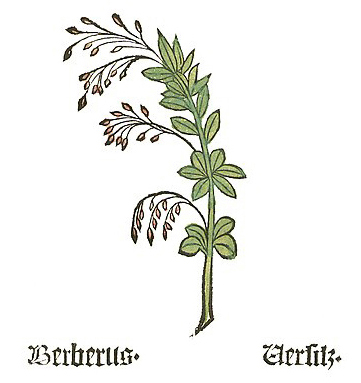
Herbarius Moguntinus 1484
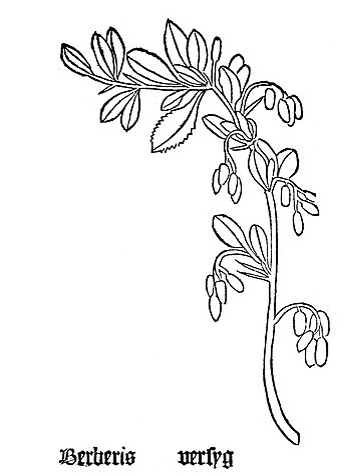
Gart der Gesundheit 1485
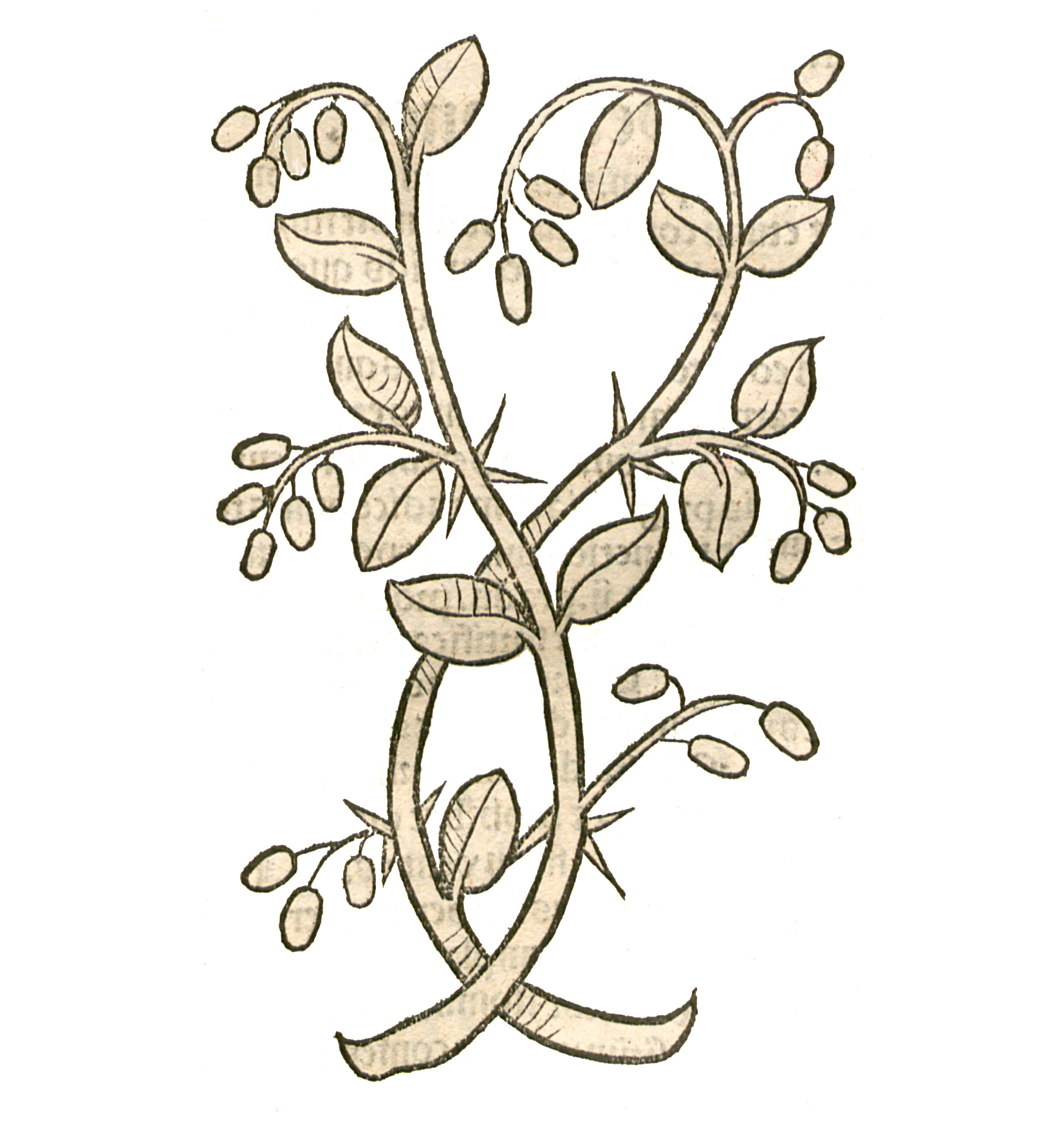
Hortus sanitatis 1491
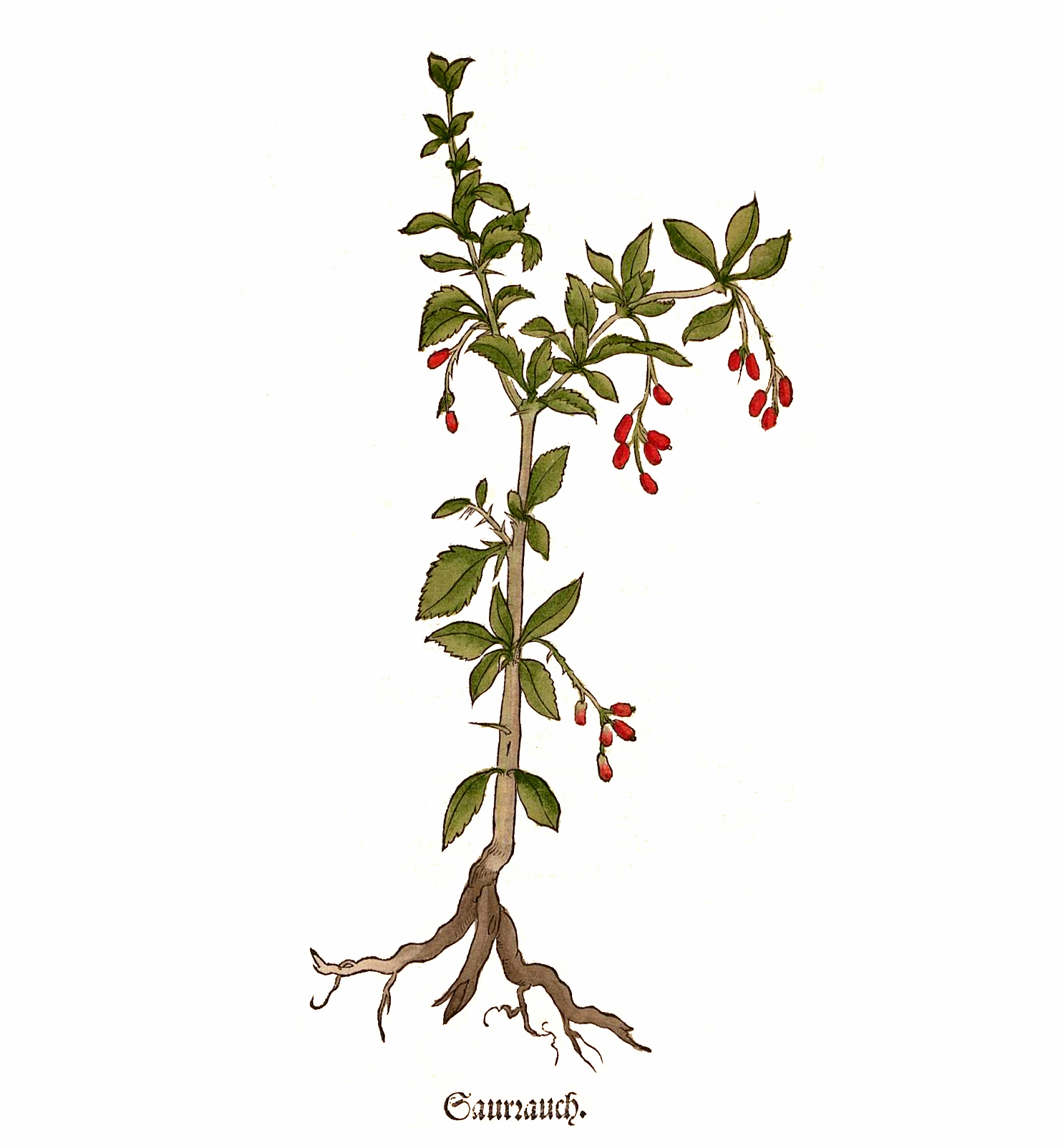
Otto Brunfels 1537
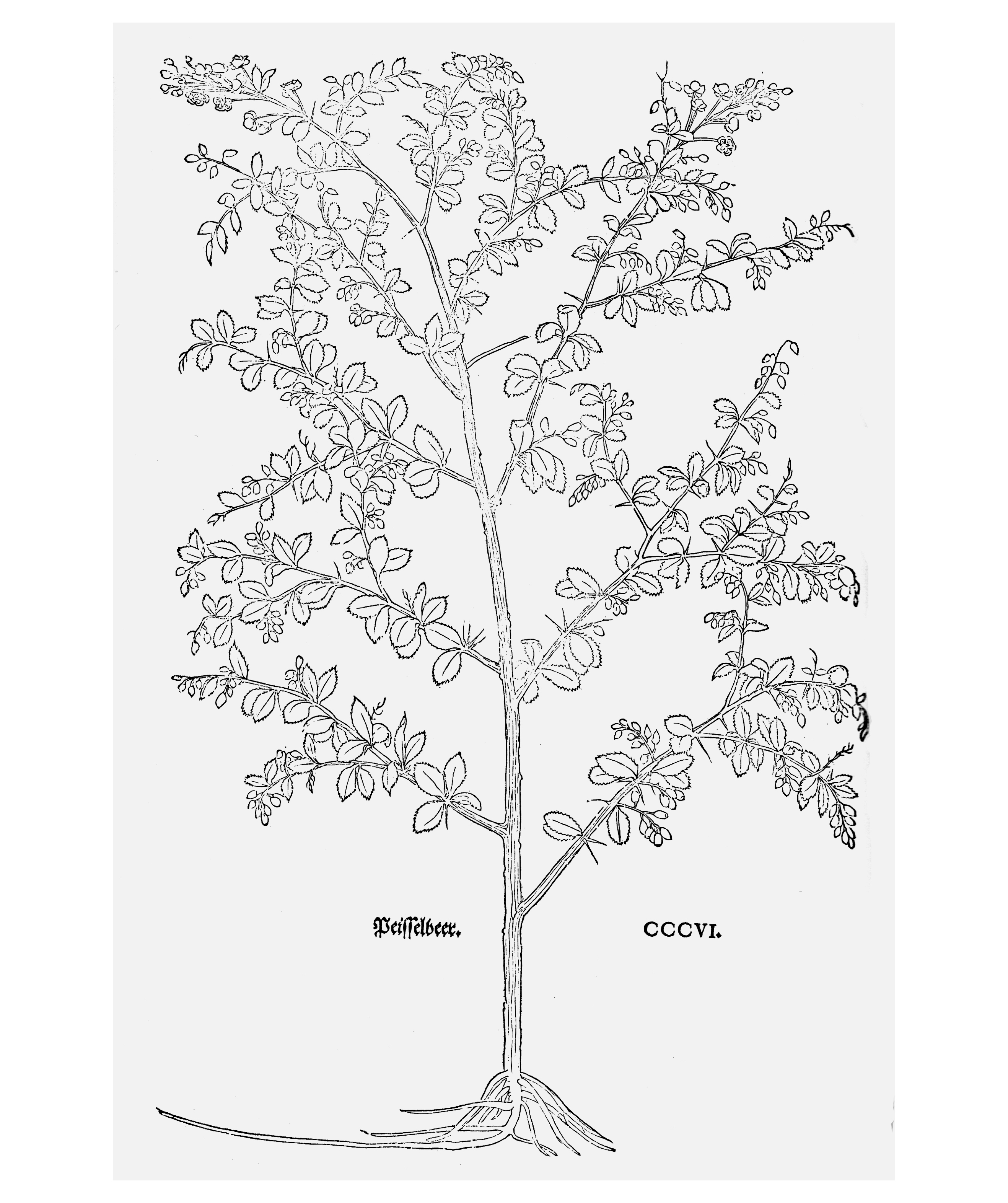
Leonhart Fuchs 1542/43
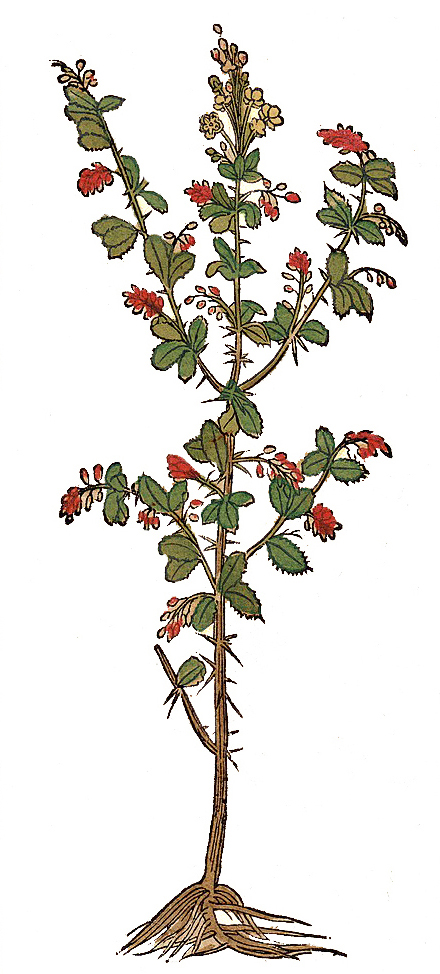
Hieronymus Bock 1546

## Trivialnamen
Für die Gewöhnliche Berberitze (lateinisch Berberis) bestehen bzw. bestanden, zum Teil auch nur regional, auch die weiteren deutschsprachigen Trivialnamen: Ruht Aegresch (Siebenbürgen, ruht im Sinne von rot), Augmier (mittelhochdeutsch), Augensmier (mittelhochdeutsch), Baisselbeere (Brixen, Salzburg), Basselbeere (Tirol, Kärnten), Beiselbeere, Beisselbeere (Tirol bei Brixen, Salzburg), Berberissen (Weser), Berberitzen (Mecklenburg, Schleswig-Holstein), Berbersbeere, Berbesbeerstrauch, Berbis, Berbserbeer (mittelhochdeutsch), Bersich (mittelhochdeutsch), Bettlerkraut (Graubünden), Bromlbeer (Tirol bei Lienz), Dreidorn, Erbeseff (mittelhochdeutsch), Erbesep (mittelhochdeutsch), Erbesich (mittelhochdeutsch), Erbesop (mittelhochdeutsch), Ebesus (mittelhochdeutsch), Erbishöhler (Memmingen), Erbsal (Hieronymus Brunschwig 1500), Erbsalle (Graubünden), Erbsel(en) und Erbsele (Schweiz), Erbselbeerstrauch, Erbseldorn (Schweiz, Ulm), Erbselholz, Erbselnholz (Schweiz, Ulm), Erbselnwurz (Graubünden), Erbshöfen (Schwaben), Erbshofen (Schlesien), Erbsich (Gart der Gesundheit 1485), Erbsich (Bayern), Erbsichdorn (Bayern), Erbsidel (Bayern), Erbsip (Bayern), Erbsippe (Bayern), Essigbeere, Essigdorn, Essigscharf, Ferresbeer, Frauasuampfara (St. Gallen), Gälhügel (Appenzell, Glarus, Chur, Graubünden), Galhageldorn (St. Gallen), Geißenlaub, Gelbaum (Hildegard von Bingen, 12. Jh.), Geissblatt (Graubünden), Hahnhöttle, Hasenbrot, Katzinore (mittelhochdeutsch), Kirspele (mittelhochdeutsch), Krispese (mittelhochdeutsch), Kolshals (mittelhochdeutsch), Kuckucksbrot, Melbaum oder Meltzboum (Hildegard von Bingen, 12. Jh.), Paisselbeer (mittelhochdeutsch), Passelbeere (Tirol), Peisselbeer(e), Persich (mittelhochdeutsch), Peyssel (mittelhochdeutsch), Peysselbeerenstruk (Mecklenburg), Poasselbeerstaude (Salzburg), Preisselbeer (Leonhart Fuchs 1543), Prümel (mittelhochdeutsch), Reifbeere (Schaffhausen), Reissbeere, Reisselbeer, Rhabarberbeeren (Ostpreußen), Rifspitzbeere (Graubünden), Kalksbeere/Kalkebeere (Oberlausitz), Salsendorn (Schlesien), Sauerach, Sauerachdorn, Sauerdorn (Elsaß), Saurach (Elsaß), Saurauch, Schwidere (Wallis), Sperberbeer (Henneberg), Spießdorn, Spinatsch (Oberengadin), Spitzbeere (Graubünden, Appenzell), Spitzdorn, Suerdurn (Mecklenburg), Suroch, Surach (Elsass 15. Jh.), Surach, Surauch (mittelhochdeutsch), Surouch, Uerbseln (Schaffhausen), Versitz (Herbarius Moguntinus 1484), Versich, Versichdorn, Versig, Versiltz (mittelhochdeutsch), Versing, Versiz (bereits 1484 erwähnt), Weinäuglein(strauch), Weindling, Weindel Per (Nürnberg 15. Jh.), Weindling (mittelhochdeutsch), Weinlägelein (Ulm, im Sinne von Einlage in den Wein, erwähnt bereits 1542), Weinlegelein, Weinling (Oberungarn, mittelhochdeutsch), Weinschadling (Österreich), Weinschärlein (Bayern), Weinscheidling (Österreich), Weinscherling (Österreich), Weinschierling, Weinschürling, Weinzäpfel, Weinzäpferl, Wildweinreb (mittelhochdeutsch), Wütscherling, Zizerln (Linz, bezogen auf die Frucht), Zitronenbeere und Zweckholz.